# John Howard Payne
John Howard Payne (New York, 9 de junio de 1791 -Túnez, 10 de abril de 1852) fue un actor, dramaturgo, escritor y estadista estadounidense. Actualmente es principalmente reconocido como el creador de "Home Sweet Home", una canción que compuso en 1822, cuyo título fue popularizado en cortos

## Biografía
John Howard Payne nació en Nueva York, pero cuando era niño se mudó con sus padres a East Hampton. Cuando era adolescente, un neoyorquino adinerado reconoció su talento y potencial y financió su educación en el Union College. Cuando tenía diecisiete años, sin embargo, decidió cambiar de rumbo. Cuando su madre falleció y el negocio de su padre quebró, Payne se dio cuenta de que debía hacerse cargo de su familia. Abandonó sus estudios antes de la graduación y comenzó su carrera como actor.   
Su éxito inmediato en los teatros de la costa este estadounidense lo llevaron a viajar a Inglaterra, en donde no tuvo tanta popularidad. Los críticos fueron muy duros, lastimando su autoestima y su carrera. Aunque tuvo un éxito moderado tanto en Inglaterra como en el continente, decidió dedicarse a escribir y a componer canciones en lugar de a actuar.  
Estando en Europa, estuvo involucrado con Mary Shelley, la autora de la novela gótica Frankenstein o el Moderno Prometeo. Ella, sin embargo, no tenía intereses en él más allá de lo literario. 
En Clari, the Maid of Milan, una de sus óperas, apareció la canción que lo haría famoso alrededor del mundo. En 1823, 100.000 copias de Home, Sweet Home fueron vendidas, y los editores obtuvieron 2.000 guineas de ganancia por ella en dos años. En efecto, todos los que tuvieron algo que ver con la canción se hicieron ricos, excepto Payne, quien vendió sus derechos por solo £30.
Luego de haber pasado casi veinte años en Europa, Payne regresó a los Estados Unidos, en donde desarrolló un fuerte interés por los indígenas Cherokee. Poco después de 1832, Payne comenzó a vivir con el famoso jefe Cherokee John Ross. Payne coleccionó y grabó los mitos y las tradiciones de los Cherokees y reportó sus descubrimientos en artículos de revistas, así como en colecciones que no fueron publicadas. Mientras que algunos dicen que la obra de Payne prueba que los Cherokee tienen su origen en las Diez Tribus Perdidas del antiguo Israel, otros muestran que sus escrituras dañaron sus intentos de mostrar los orígenes Hebreos de la religión Cherokee. Aunque la idea de Payne ha sido desafiada, sus manuscritos aún son utilizados como fuente de información para analizar a los indígenas americanos. 

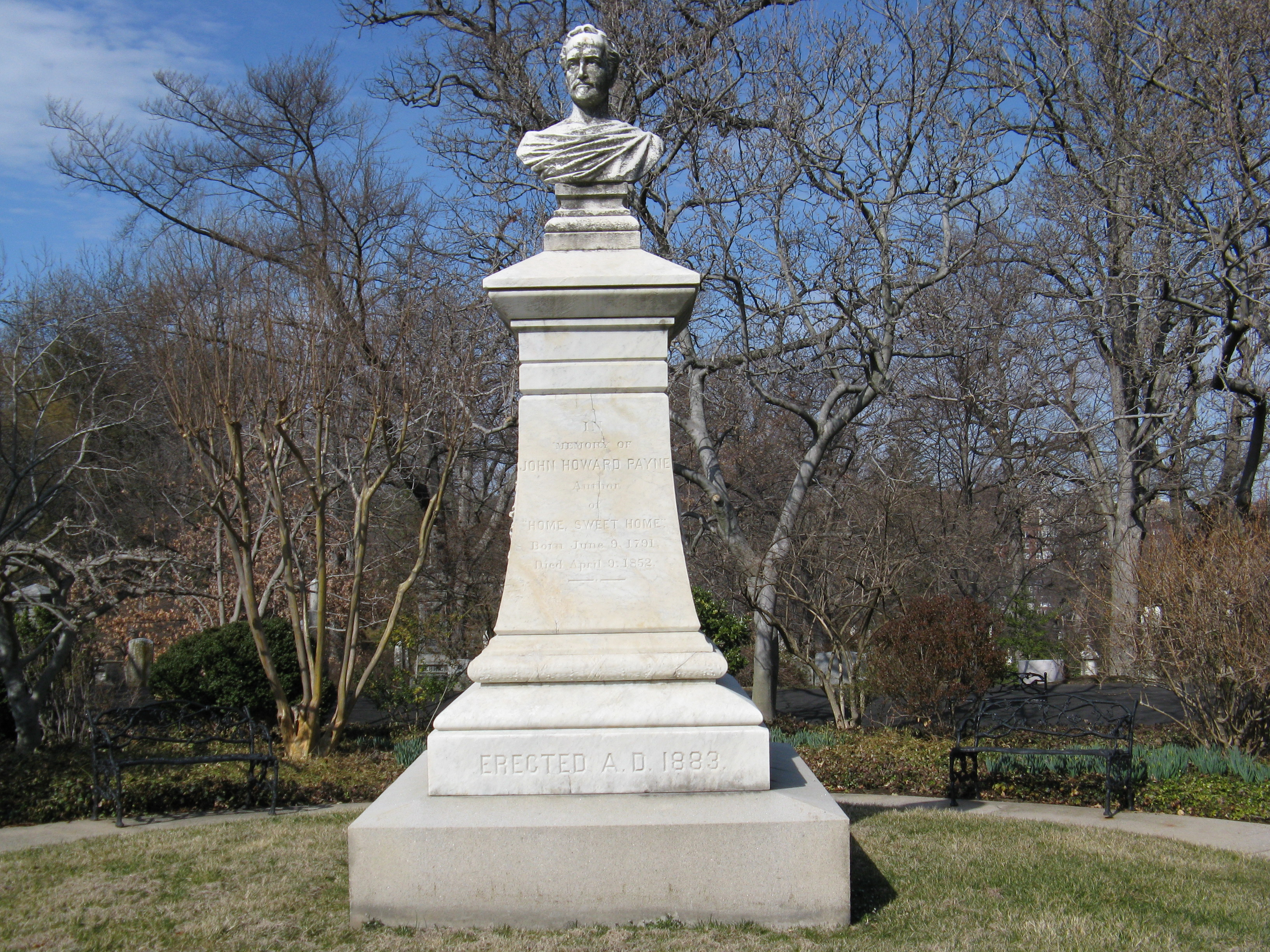
John Howard Payne (1791-1852).

En 1842 John Payne fue elegido por el presidente Tyler para ser el consulado estadounidense en Túnez, en África. Payne falleció en Túnez en 1852. Fue enterrado en el cementerio protestante St. George's, en Túnez. En 1883, sus restos fueron trasladados a los Estados Unidos y enterrados en el cementerio Oak Hill, en Washington D. C.. 
John Howard Payne fue incluido en el Salón de la Fama de los Compositores en 1970.